# Пирустана
Пирустана (Пириустана) — жена парфянского царя Фраата III, правившего в I веке до н. э.

Пирустана была женой парфянского царя Фраата III, правившего в I веке до н. э. На вавилонских табличках она упоминается как «супруга и царица» — по замечанию авторов Ираники, в отличие от некоторых других жен правителей Парфии, именуемых «супруга и госпожа».